# Генеты
Гене́ты (лат. Genetta) — род хищных млекопитающих из семейства виверровых. Длинное (до 100 см), приземистое и необычайно гибкое тело покрыто короткой, довольно грубой шерстью; окраска пятнистая; хвост пушистый, до 50 см длиной; у его основания расположены железы, выделяющие резко пахнущую жидкость — мускус.
Распространены главным образом в саваннах и тропических лесах Африки. Обыкновенная генета (Genetta genetta) широко распространена по всей Африке, встречается и в Юго-Западной Европе (Испания, Франция), где населяет лесистые и безлесные горы и низменности, обитая преимущественно около водоёмов.

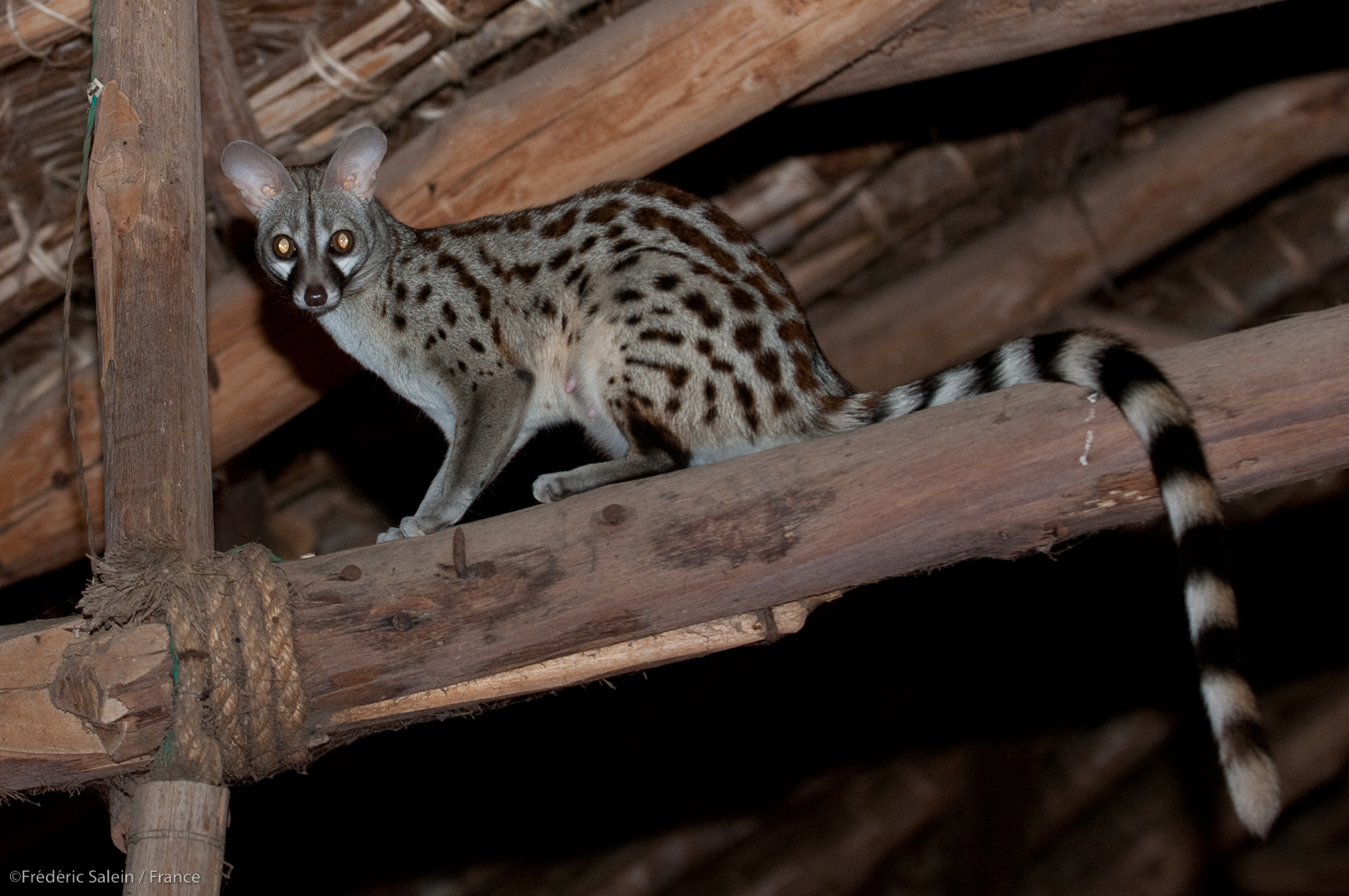
Обыкновенная генета

По повадкам генета напоминает хорьков. Питается мелкими зверьками, птицами и их яйцами, а также беспозвоночными. Иногда вредит птицеводству. Ведёт преимущественно ночной образ жизни.
Заметное место в рационе всех генет занимают фрукты, причём обыкновенная генета не прочь ограбить чей-нибудь сад. В Западной Африке лесная генета с приходом сумерек часто совершает набеги на курятники. Днём генеты спят где-нибудь на дереве или в логове среди камней, свернувшись в клубок и накрывшись длинным хвостом.
Размножаются они круглый год, и детёныши рождаются после 10—12-недельной беременности в выстеленном сухой травой гнезде. В выводке обычно бывает от 1 до 4 малышей, которых мать выкармливает молоком до 6-месячного возраста. Примерно до года они остаются на материнском участке, но половой зрелости достигают только к двум годам.
Генеты легко приручаются. В Африке их иногда содержат дома для истребления крыс и мышей. Непродолжительное время в эпоху раннего Средневековья в Европе генеты были домашними животными, однако в этом качестве их быстро вытеснили кошки.

## Классификация
База данных Американского общества маммологов (ASM Mammal Diversity Database) признаёт 15 видов генет:
- Genetta abyssinica — Эфиопская генета
- Genetta angolensis — Ангольская генета
- Genetta bourloni
- Genetta cristata — Гребенчатая генета
- Genetta felina
- Genetta fieldiana
- Genetta genetta — Обыкновенная генета
- Genetta johnstoni — Генета Джонстона
- Genetta pardina — Лесная генета
- Genetta piscivora — Водяная циветта
- Genetta poensis
- Genetta servalina — Серваловая генета
- Genetta thierryi — Западноафриканская генета
- Genetta tigrina — Тигровая генета
- Genetta victoriae — Центральноафриканская генета